# 진웨린

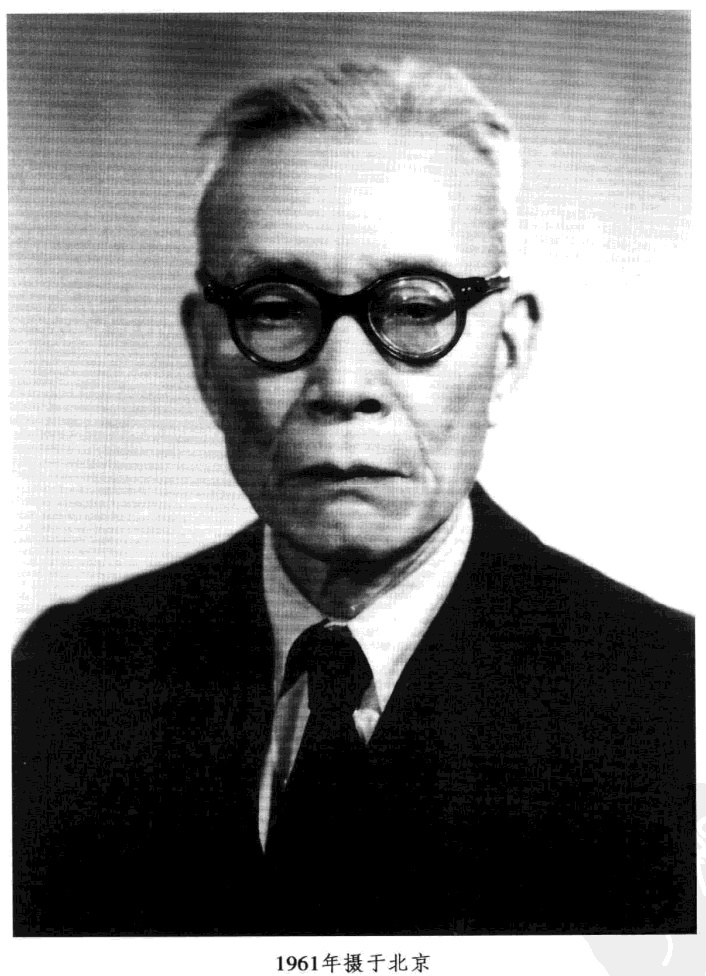

진웨린(김악림, 金岳霖, 1895년 7월 ~ 1984년 10월)은 중국의 철학자, 논리학자이다. 1911년~1914년 베이징 칭화 학교에서 수학 후 미국에 유학하여 펜실베이니아 대학을 거쳐 컬럼비아 대학에서 박사 학위를 취득하였다. 1924년에 중국에 돌아가 상하이 연구계 중국 공학 철학 교수를 거쳐 1926년 베이징의 칭화 대학에서 철학 교육 과정과 국학연구원 기반에서 자오위안런과 함께 철학과를 설립하고 논리학 교수를 담당하였다. 1926년~1934년 칭화 대학 철학과 주임 교수, 1938년~1946년 윈난성 쿤밍시의 국립 서남연합대학(國立西南聯合大學) 철학과 교수, 동 대학원 철학과 주임 교수 등을 지냈으며, 인하이광, 왕하오(王浩) 등이 당시 그의 제자이었다. 주로 신실재론 사상과 수리논리학 등 철학 분야에 관심을 가졌고, 서양철학 바탕의 철학 연구자로서 중국의 토착 사상과의 접목을 시도하여 신도가(新道家)적 저술을 내놓기도 하였다. 1946년 윈난성 쿤밍에서 복귀한 이후로, 동 대학 철학과 교수직을 계속 맡았고, 1950년에는 칭화 대학 문학원장 직에 있었으며, 중국 민주 동맹에 가입한 후에, 1950년대 중반 반우파 운동 이후에는 중국 공산당에 입당하였고, 중국 민주 동맹 중앙위원 직을 유지하였으며, 뒷날에 중국 민주 동맹 중앙 상위 등을 지냈다. 저술로, <논리>(1936), <도(道)를 논함>(1940) 등 다수가 있다. 1952년 10월 이후로 1956년까지 4년 간 베이징 대학 철학과 학과장을 역임하였고, 1955년 이후로 중국과학원 철학사회과학부 위원, 1979년 중국논리학회 회장을 지냈다.

## 같이 보기
- 펑유란